# Wierzch-Wawiórka
Wierzch-Wawiórka (biał. Верхняя Ваверка; ros. Верхняя Ваверка) – wieś na Białorusi, w obwodzie grodzieńskim, w rejonie werenowskim, w sielsowiecie Misiewicze.
Przed II wojną światową okolica szlachecka. W dwudziestoleciu międzywojennym leżała w Polsce, w województwie nowogródzkim, w powiecie lidzkim, w gminie Myto/Wawiórka.